# Takla Mariam
Takla Mariam (äthiop. ተክለ ማርያም, „Gewächs Marias“, Thronname Hezba Nañ ህዝበ ናኝ; † 1433) war von 1430 bis 1433 Negus Negest (Kaiser) von Äthiopien sowie ein Mitglied der Solomonischen Dynastie. Er war der zweite Sohn von Yeshaq I.
Manoel de Almeida merkt an, dass die Nachkommen Takla Mariams durch den Kaiser Zara Yaqob von Amba Geshen heruntergebracht und ins Exil in heiße Gebiete mit vielen Krankheiten geschickt wurden. Als dessen Sohn, der Kaiser Ba’eda Mariam zu Beginn seiner Herrschaft dies wiedergutzumachen suchte, indem er sie aus ihrem Exil zurückrief, erschlugen sie seine Boten. Ba’eda Mariam führte sofort Strafmaßnahmen aus und ließ 80 von ihnen enthaupten. Trotzdem standen sie zu Zeiten Almeidas noch immer unter strenger Bewachung.